# Lloyd Fredendall
Lloyd Ralston Fredendall (ur. 28 grudnia 1883 w Cheyenne w stanie Wyoming, zm. 4 października 1963 w San Diego w Kalifornii) – amerykański wojskowy, generał porucznik, żołnierz obu wojen światowych, dowódca sił amerykańskich w czasie kampanii północnoafrykańskiej. Został zapamiętany jako nieudolny dowódca, odpowiedzialny za największą porażkę wojsk amerykańskich w czasie II wojny światowej na przełęczy Kasserine.

## Wczesne lata i kariera wojskowa
Urodził się 28 grudnia 1883 roku w Fort Warren niedaleko Cheyenne w stanie Wyoming. Jego ojciec, Ira Livingston Fredendall (7 grudnia 1846 – 6 lutego 1935), w chwili narodzin syna pełnił czynną służbę w Armii Stanów Zjednoczonych. Wcześniej był szeryfem hrabstwa Laramie, po czym podjął służbę w Korpusie Kwatermistrzów podczas wojny amerykańsko-hiszpańskiej; przeszedł na emeryturę w stopniu majora w 1914 r. Powrócił jednak do czynnej służby podczas I wojny światowej, aby nadzorować budowę kilku baz wojskowych na zachodzie Stanów Zjednoczonych i ponownie odszedł w stan spoczynku jako podpułkownik. Powiązania ojca z wyższymi dowódcami wojskowymi oraz z politykami lokalnymi i stanowymi, zapewniły Lloydowi Fredendallowi rekomendację senatora z Wyoming Francisa E. Warrena, który pomógł mu wstąpić w 1905 roku do Akademii Wojskowej Stanów Zjednoczonych w West Point. Opisany przez kolegę z grupy jako „bardzo żołnierski, mały koleś, ale wyjątkowy kozioł z matematyki”, Lloyd wypadł słabo na teście z tego ostatniego przedmiotu, również jego ogólne wyniki nie były zadowalające, wskutek czego został relegowany z West Point po zaledwie jednym semestrze. (W przypadku młodszych słuchaczy West Point „kozami” są ci, które znajdują się w dolnej połowie grupy. W przypadku seniorów „kozłem” jest kadet zajmujący ostatnie miejsce w klasie maturalnej).
Matce Fredendalla, Evelyn McCusker (19 sierpnia 1856 – 19 października 1930), udało się przekonać senatora Warrena, aby w przyszłym roku ponownie mianował jej syna, lecz on znowu nie utrzymał się na West Point. Chociaż senator nadal był skłonny nominować go do trzeciej próby, tym razem rekomendacja senatora została odrzucona przez władze uczelni. Zamiast tego Fredendall uczęszczał do Massachusetts Institute of Technology w latach 1903–1904. Niezrażony doświadczeniami z West Point, Fredendall przystąpił do egzaminu na oficera w 1906 roku i zdobył pierwsze miejsce z 70 kandydatów. 13 lutego 1907 roku rozpoczął służbę w Armii Stanów Zjednoczonych jako podporucznik piechoty.
Po służbie na Filipinach i innych misjach zagranicznych oraz w Stanach, w sierpniu 1917 roku, cztery miesiące po przystąpieniu USA do I wojny światowej, Fredendall został wysłany wraz z 28 Pułkiem Piechoty na front zachodni we Francji, gdzie dowodził jednym z ośrodków szkoleniowych. Zdobył opinię doskonałego nauczyciela, trenera i administratora, a wojnę zakończył jako brevet podpułkownik.

## Dwudziestolecie międzywojenne
Po zawieszeniu broni z 11 listopada 1918 roku Fredendalla przydzialono, podobnie jak wielu innych oficerów, do różnych zadań sztabowych i szkoleniowych. Był zarówno instruktorem, jak i studentem w USA Army Infantry School, z powodzeniem ukończył Army Command and General Staff School w 1923 roku (31. miejsce na 151), a w 1925 roku ukończył studia na USA Army War College. Odbył także służbę w Waszyngtonie w Oddziale Statystycznym Departamentu Inspektora Generalnego (wrzesień 1934 – marzec 1936) oraz jako oficer wykonawczy w Biurze Dowództwa Piechoty. Te stanowiska pozwoliły mu na zawarcie ważnych znajomości, które później znacząco wpłynęły na jego karierę wojskową.
W grudniu 1939 roku, po wybuchu II wojny światowej (chociaż Stany Zjednoczone nadal pozostawały w niej neutralne), został awansowany na jednogwiazdkowego generała, służąc w 5 Dywizji Piechoty. W październiku 1940 roku awansowano go na dwugwiazdkowego generała, po czym objął dowództwo 4 Dywizji Piechoty do lipca 1941 roku.

## II wojna światowa

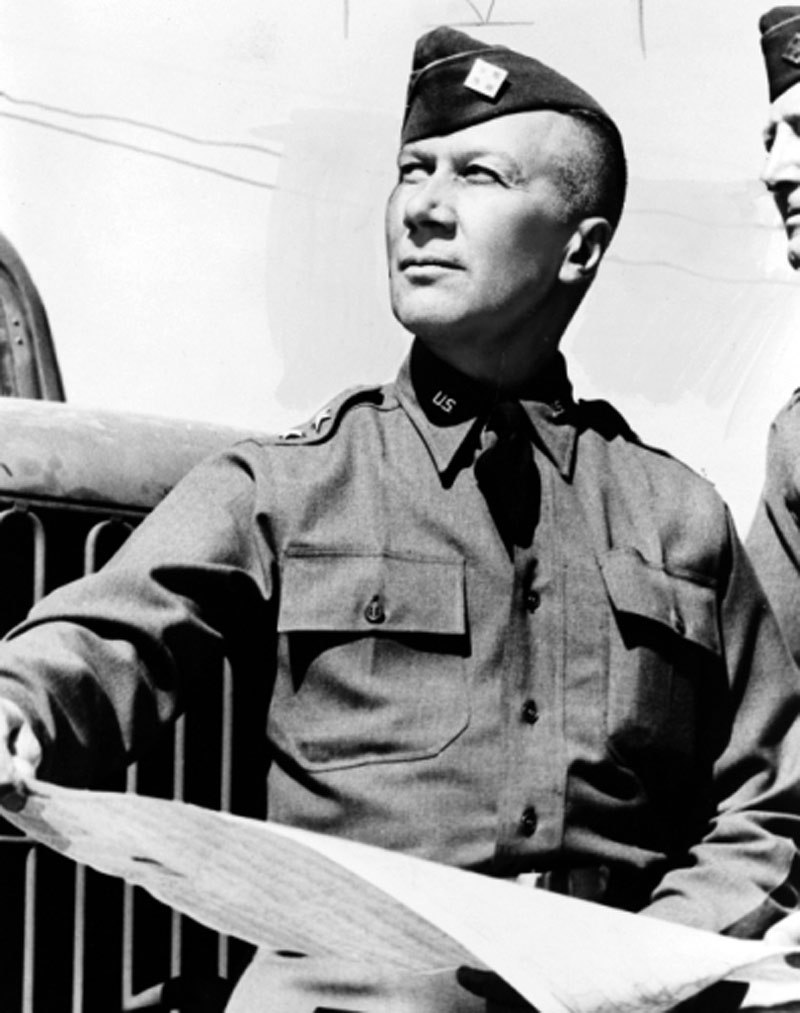
Fredendall w 1941 roku, z odznaką 4 Dywizji Piechoty

Drogę Fredendalla do najwyższego szczebla dowództwa wojskowego podczas II wojny światowej ułatwił gen. George Marshall, Szef Sztabu Armii oraz gen. por. Lesley McNair, dowódca Wojsk Lądowych, a także jego przyjaciel i współpracownik. McNair umieścił Fredendalla na liście trzech najlepszych generałów, których uważał za zdolnych do dowodzenia wszystkimi siłami amerykańskimi wysyłanymi do Wielkiej Brytanii. Marshall z kolei polecił Fredendalla gen. por. Dwightowi D. Eisenhowerowi na głównodowodzącego inwazji aliantów na Afrykę Północną o kryptonimie operacja Torch. Marshall szczególnie lubił młodzieńczo wyglądającego, zarozumiałego Fredendalla, określając go jako „jednego z najlepszych” i zauważając na spotkaniu personelu, kiedy wspomniano jego nazwisko: „Podoba mi się ten człowiek; widać determinację na jego twarzy”. Sam Fredendall był przekonany, że ani Eisenhower, ani jego zastępca, gen. mjr Mark Clark, nie chcieli go w Afryce, ponieważ miał niższy od nich stopień wojskowy. Jednak z tak świetnymi rekomendacjami od starszych dowódców Eisenhower wybrał Fredendalla na dowódcę 39-tysięcznej Centralnej Grupy Zadaniowej (największej z trzech) uczestniczących w operacji Torch. Eisenhower zatelefonował do Marshalla 12 listopada 1942 roku, cztery dni po inwazji: „Błogosławię dzień, w którym nakłoniłeś mnie na przyjęcie Fredendalla i radośnie przyznaję, że moje wcześniejsze wątpliwości co do niego były całkowicie bezpodstawne”. Eisenhower, w notatkach podyktowanych Harry'emu C. Butcherowi 12 grudnia 1942 roku, odnotował również: „Myślę, że Patton jest najbliżej spełnienia wszystkich wymagań stawianych generalnemu dowódcy. Zaraz po nim stawiałbym obecnie Fredendalla, chociaż nie wierzę, że ten ostatni ma wyobraźnię, przewidywanie i umiejętność przygotowania się na wyzwania przyszłości, które posiada Patton”. Eisenhower później zaczął żałować zarówno tych ocen, jak i wyboru Fredendalla na dowódcę.

Fredendall został opisany przez gen. Luciana K. Truscotta jako:

Niski wzrostem, hałaśliwy i szorstki w mowie, był szczery w swoich opiniach i krytykował zarówno przełożonych, jak i podwładnych. Był skłonny do wyciągania pochopnych wniosków, które nie zawsze były dobrze uzasadnione. Fredendall rzadko opuszczał swoje stanowisko dowodzenia w celu złożenia osobistych wizyt na froncie i rekonesansu, a także niecierpliwił się, czekając na zalecenia podwładnych, lepiej znających teren i inne warunki niż on

### Tunezja, Oran i przełęcz Kasserine
Po powodzeniu operacji Torch Fredendall został de facto gubernatorem wojskowym w Oranie. Rozkazy z jego kwatery głównej w Grand Hotel of Oran były wysyłane z nagłówkiem „II Korpus – Kwatera Polowa”, co wywołało szydercze reakcje ze strony jego żołnierzy, którzy żyli wówczas w spartańskich warunkach.
Fredendall został przydzielony do dowodzenia amerykańskim II Korpusem w natarciu do Tunezji przeciwko siłom niemieckim. W ten sposób został drugim najstarszym wiekiem z 34 generałów, który służył jako dowódca korpusu armii amerykańskiej podczas II wojny światowej, po Innisie P. Swifcie, dowódcy I Korpusu na Pacyfiku. II Korpus operował w ramach w brytyjskiej 1 Armii, którego dowódca, gen. por. Kenneth Anderson, uważał Fredendalla za niekompetentnego na długo przed porażką w Kasserine. Zwracał uwagę na to, że Fredendall był w stanie wydawać rozkazy, używając własnego slangu, na przykład nazywając jednostki piechoty „chodzącymi chłopcami”, a artylerię „pukawkami”. Zamiast używać standardowych wojskowych oznaczeń lokalizacji opartych na siatce, stworzył mylące kody, takie jak „miejsce, które zaczyna się na literę C”. Taka praktyka była niespotykana wśród absolwentów Command and General Staff School, których uczono, aby zawsze używać znormalizowanego języka i procedur, tym samym zapewniając przejrzystość podczas przekazywania rozkazów w warunkach stresu bojowego. Nieformalność Fredendalla często prowadziła do zamieszania wśród jego podwładnych, a cenny czas tracono na odszyfrowywanie znaczenia jego słów.
Podczas wkraczania do Tunezji Fredendall wykorzystał kompanię inżynierów 19 Pułku Inżynierów do zbudowania dużego, okopanego bunkra dowództwa korpusu, 110 km za linią frontu, w miejscu zwanym Speedy Valley (14,5 km na południowy wschód od Tébessy). Budowa bunkra, w ramach której koniecznie było wysadzanie i wiercenie w litej skale (w rzeczywistości były to dwa kompleksy w kształcie litery U, biegnące 49 m w zbocze wzgórza) zajęła trzy tygodnie. W celu ochrony kwatery głównej rozmieszczono wokół niej batalion przeciwlotniczy. Fredendall zamówił również kuloodpornego Cadillaca podobnego do samochodu, którym jeździł Eisenhowera i regularnie dzwonił do Oranu, aby dowiedzieć się, dlaczego nie został on dostarczony na czas. Gen. bryg. Omar Bradley nazwał kwaterę główną Fredendalla „wstydem dla każdego amerykańskiego żołnierza”, a gen. Eisenhower, Naczelny Dowódca Sił Sprzymierzonych w Afryce Północnej, po obejrzeniu skomplikowanej struktury bunkra przypomniał swoim wyższym dowódcom, że nawet generałowie muszą podejmować osobiste ryzyko w walce. Fredendall rzadko odwiedzał linię frontu i miał zwyczaj lekceważenia rad dowódców, którzy byli bardziej z przodu i faktycznie znali miejscowy teren. Podzielił jednostki i rozproszył je bardzo szeroko, a w krytycznych punktach obrony umieścił siły amerykańskie (wbrew zaleceniom) zbyt daleko od siebie, aby mogło wzajemnie się wspierać lub efektywnie stosować artylerię, największy atut wojsk amerykańskich.
Podczas bitwy na przełęczy Kasserine Eisenhower wysłał gen. mjr. Ernesta N. Harmona, aby zdał raport z walk, pomógł Fredendallowi i innym dowódcom alianckim oraz ustalił, czy Fredendall lub dowódca 1 Dywizji Pancernej, gen. mjr Orlando Ward, powinni zostać zastąpieni. Harmon zauważył, że Fredendall i jego przełożony Anderson rzadko się widywali i nie potrafili właściwie koordynować oraz integrować sił pod ich dowództwem. Fredendall ledwo rozmawiał z Wardem, którego celowo pominął na spotkaniach operacyjnych po tym, jak Ward wielokrotnie protestował przeciwko rozdzieleniu jego dowództwa na słabsze, niewielkie siły, rozmieszczone w różnych sektorach frontu.
Siły alianckie były pozbawione wsparcia lotniczego podczas krytycznych ataków i zostały umieszczane przez wyższe dowództwo na pozycjach, na których nie mogły się wzajemnie wspierać. Dowódcy liniowi opowiadali później, że byli zdezorientowani, gdy otrzymywali sprzeczne rozkazy, nie wiedząc, któremu generałowi należy się podporządkować – Andersonowi czy Fredendallowi. Harmon usłyszał wiele narzekań od alianckich oficerów na tchórzostwo, zdezorientowanie i brak kontaktu z dowództwem. Zauważając, że Fredendall wydawał się nie mieć kontaktu (i w pewnym momencie był pijany), Harmon poprosił o pozwolenie (i je otrzymał) pójścia na front oraz interweniowania w razie potrzeby w celu wzmocnienia obrony aliantów .

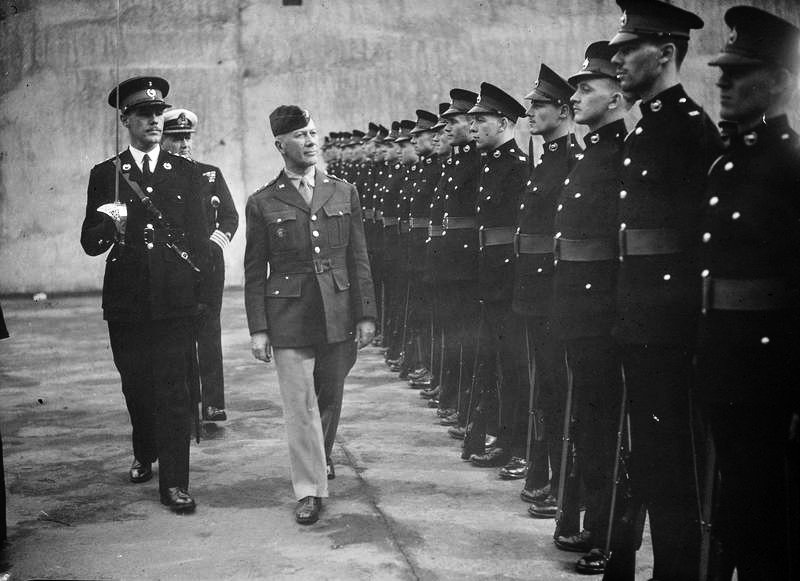
Gen. mjr Lloyd Fredendall odwiedza brytyjski lotniskowiec u wybrzeży Afryki Północnej

5 marca 1943 roku, po amerykańskiej klęsce na przełęczy Kasserine, Eisenhower odwiedził kwaterę główną II Korpusu i naradził się z gen. bryg. Bradleyem. Eisenhower zapytał: „Co sądzisz o tutejszym dowództwie?” Bradley odpowiedział: „Jest bardzo źle. Rozmawiałem ze wszystkimi dowódcami dywizji. Z ludźmi, którzy stracili zaufanie do Fredendalla jako dowódcy korpusu”. Brytyjski generał Harold Alexander, dowódca 18 Grupy Armii, poinformował Eisenhowera, że przyjmie z zadowoleniem zwolnienie Fredendalla. Eisenhower zaproponował Harmonowi dowództwo II Korpusu, lecz ten odmówił, uznając, że będzie to wyglądać na odniesienie osobistych korzyści z jego negatywnej oceny Fredendalla. Następnie Eisenhower zdecydował się wyznaczyć na następcę Fredendalla gen. mjr. George'a Pattona. 5 marca 1943 roku Eisenhower osobiście poleciał do Tébessy, aby poinformować Fredendalla o swojej decyzji o zastąpieniu go, którą sformułował w formie rutynowego przydziału. Eisenhower zaaranżował zmianę tak, aby reputacja Fredendalla nie została jawnie skompromitowana, czego podobno wkrótce zaczął żałować. 6 marca Patton zastąpił Fredendalla. Kiedy przybył do kwatery głównej II Korpusu, Fredendall był na śniadaniu. Patton nie lubił Fredendalla od 1941 roku, kiedy obaj byli dowódcami dywizji w Fort Benning w stanie Georgia. Po krótkiej konferencji Patton oficjalnie zwolnił go, mówiąc, że II Korpus „jest przede wszystkim pokazem zdolności czołgów, a ja wiem więcej o czołgach”. Patton zapisał w swoim dzienniku, że Fredendall był „bardzo miły, zachował się dobrze, nawet bardzo dobrze”. W liście do swojej żony Beatrice tego samego dnia Patton napisał nawet, że „Fredendall to wspaniały sportowiec i jestem pewien, że stał się ofiarą w dużej mierze z powodu okoliczności, na które nie miał wpływu”. Jednak zaledwie tydzień później, po wstępnej inspekcji nowego dowództwa, Patton całkowicie zmienił zdanie: „Nie widzę w tym, co zrobił Fredendall, niczego aby usprawiedliwić jego dowodzenie”.
Fredendall był pierwszym z siedmiu dowódców amerykańskiego korpusu w czasie II wojny światowej, który został „zwolniony z dowodzenia” (oficjalnie z powodów zdrowotnych), ale mimo to otrzymał jeszcze jeden awans: w czerwcu 1943 r. awansował na stopień generała porucznika.

### Zmiana przydziału i obowiązki w USA
Na polecenie Eisenhowera Fredendall wrócił do Stanów Zjednoczonych. Doradca Eisenhowera złożył raport o Fredendallu prezydentowi Franklinowi D. Rooseveltowi, w którym przekazał bez własnego komentarza pogląd Eisenhowera, że Fredendall powinien zostać ponownie przydzielony do dowództwa szkoleniowego. W rezultacie spędził on resztę wojny na szkoleniach w Stanach Zjednoczonych. Ponieważ Eisenhower nie udzielił mu formalnej nagany, Fredendall kwalifikował się nadal do awansu na generała porucznika, który otrzymał wraz z przywitaniem go jak bohatera po powrocie do Stanów Zjednoczonych.
Dowodząc Central Defense Command i 2 Armią w Memphis w stanie Tennessee, Fredendall nadzorował szkolenia i manewry w terenie, a początkowo nawet udzielał wywiadów prasie. Jednak po sarkastycznym komentarzu reportera magazynu Time na temat jego kariery generalskiej, Fredendall zmienił zdanie i w dużej mierze zablokował dalsze relacje prasy z jego dowództwem. Coraz bardziej rozpowszechniający się zwyczaj przenoszenia starszych dowódców, którzy ponieśli porażkę na polu bitwy, do krajowych dowództw szkoleniowych w żaden sposób nie poprawił jego reputacji ani morale, gdy był teraz obarczony trudnym zadaniem przygotowania radykalnych ulepszeń w istniejących programach szkolenia armii – programach, które, podobnie jak sam Fredendall, przyczyniły się do zawstydzającego odwrotu armii amerykańskiej w Afryce Północnej.
Historyk Charles B. MacDonald opisał Fredendalla jako „człowieka bombastycznego i brawurowego w mowie i manierze, któremu nie udało się sprostać własnemu wizerunkowi, który próbował stworzyć”. Historyk Carlo D'Este opisał Fredendalla jako „jednego z najbardziej nieudolnych wyższych oficerów z czasów II wojny światowej” . Dowódca 2 Dywizji Pancernej, gen. mjr Ernest Harmon, w swoich ostatecznych raportach z akcji pod Kasserine, nazwał Fredendalla zarówno moralnym, jak i fizycznym tchórzem, a później powiedział, że był „sukinsynem”.
Fredendall służył w armii do końca wojny w 1945 roku i przeszedł na emeryturę 31 marca 1946 roku. Zmarł w San Diego w Kalifornii 4 października 1963 roku. Został pochowany w Fort Rosecrans National Cemetery Officers Sections, kwatera 52-A, wraz z żoną Crystal Chant Fredendall (23 lipca 1890 – 30 kwietnia 1972).